# Phare d'Eckwarden
Le phare d'Eckwarden (en allemand : Leuchtturm Eckwarden Oberfeuer) est un phare inactif situé à Eckwarden (Arrondissement de Wesermarsch - Basse-Saxe), en Allemagne.
Il était géré par la WSV de Wilhelmshaven .

## Histoire
Le phare d'Eckwarden  a été construit de 1962 sur le côté est de la baie de Jade devant le port de Wilhelmshaven. C'est un feu arrière directionnel qui, conjointement avec un feu avant, guidait les navires vers le port. C'est une tour en acier à quatre jambes soutenant une petite plateforme portant une haute lanterne. Un escalier central en spirale monte jusqu'à la lanterne. Il a été désactivé en 2010.

## Description
Le phare  est une tour pyramidale à claire-voie en acier de 44 m de haut, avec galerie et lanterne en forme d'entonnoir. La tour est totalement peinte en rouge. Feu isophase émettait, à une hauteur focale de 41 m, un éclat blanc de 1,5 seconde par période de 3 secondes. Sa portée était de 21 milles nautiques (environ 39 km).
Identifiant : ARLHS : FED-078 - Amirauté : B1141.1 - NGA : 10260.

## Caractéristiques dufeu maritime
Fréquence : 3 secondes (W)
- Lumière : 1,5 seconde
- Obscurité : 1,5 seconde

|                         |
| Le phare (vue aérienne) |

|          |
| Le phare |

### Lien connexe
- Liste des phares en Allemagne